# Айнтрахт (футбольный клуб, Трир)
«Айнтра́хт» — немецкий футбольный клуб из города Трир, с сезона 2024/25 выступает в Региональной лиге «Юго-Запад».

## История
Клуб основан 11 марта 1905 года, домашние матчи проводит на арене «Мозельштадион», вместимостью 10 256 зрителей. Айнтрахт никогда не поднимался в первую Бундеслигу. Лучшим достижением клуба во второй Бундеслиге является 7-е место в сезоне 2002/03. В 1998 году Айнтрахт добрался до полуфинала Кубка Германии, что является лучшим достижением клуба в данном турнире.

## Достижения
- Вторая Бундеслига: 7-е место в сезоне 2002/03
- Полуфинал Кубка Германии: 1998